# كروفورد كيليان
كروفورد كيليان (بالإنجليزية: Crawford Kilian)‏ (7 فبراير 1941، نيويورك في الولايات المتحدة)؛ روائي أمريكي.